# As (Stevie Wonder)
As è un brano musicale scritto ed originariamente interpretato da Stevie Wonder e inserito nel suo album del 1976 Songs in the Key of Life. Il brano raggiunse la posizione n. 36 sia nella Billboard Hot 100 che nella Black Singles chart.

## Tracce
1. As
2. Confusion

## Classifiche
| Classifica (1977)     | Massima posizione |
| --------------------- | ----------------- |
| Billboard Black Chart | 36                |
| Billboard Pop Chart   | 36                |

## Cover di George Michael e Mary J. Blige
Nel 1999 Mary J. Blige e George Michael hanno eseguito una cover del brano, estratta come secondo singolo dall'album di Michael Ladies & Gentlemen: The Best of George Michael, ma presente anche nell'edizione europea dell'album della Blige Mary. Benché il singolo abbia ottenuto un grande successo in tutta Europa, esso non è stato pubblicato negli Stati Uniti.

## Tracce
UK CD 1
1. As - 4:42
2. A Different Corner (live at Parkinson) - 4:28

UK CD 2
1. As (original) - 4:42
2. As (Full Crew Mix)" - 5:39
3. As (CJ Mackintosh Remix) - 5:39

## Classifiche
| Classifica (1999) | Massima posizione |
| ----------------- | ----------------- |
| Svizzera          | 22                |
| Francia           | 27                |
| Paesi Bassi       | 9                 |
| Belgio            | 34                |
| Svezia            | 27                |
| Australia         | 45                |
| Nuova Zelanda     | 21                |
| Italia            | 8                 |
| Spagna            | 5                 |
| UK                | 4                 |